# Електрически прекъсвач
Електрическия прекъсвач (автоматичен тип) е автоматично управляван ключ, който се използва в бита и съвременното електрическо оборудване, за предпазване на електрическа верига от пренапрежение, ток с високи стойности или късо съединение.

## История
Първия електрически прекъсвач, е проектиран от американския учен Томас Едисън. Стандартизиран е от организациите на IEEE и AIEE. В по-малко отговорните инсталации все още се използва обикновен стопяем предпазител. Днешните прекъсвачи имат много по-големи възможности за управление, защита и контрол.

## Стандарти за електрически прекъсвач
Съществуват няколко стандарта, които класифицират електрическите прекъсвачи, Първият от тях е представен през 1900-ната година.
Днешните прекъсвачи за общо предназначение се монтират на така наречената в България;еврошина; към която могат да се прикачат всички останали компоненти на инсталацията. Най-често се употребяват с крива на изключване C и D при консуматори с голям пусков ток. За защита на постояннотокови вериги се използват специализирани прекъсвачи с означен поляритет.

## Конструкция
Електрическият прекъсвач, най-често е съставен от задвижващ лост (1), механизъм за автоматичната му работа (2), неподвижен контакт и подвижен контакт (3), биметална пластина (5), дъгогасителна камера (8), токова защита (7) и клеми (4) и други спомагателни елементи спрямо конструкцията на устройството.

## Типове електрически прекъсвачи

### Според напрежението
- за ниско напрежение (до 1 kV)
- за средно напрежение (6 – 36kV)
- за високо напрежение (над 110 kV)

### Според начина на задвижване
- електро-механични
- хидравлични
- пневматични
- ръчни

### Според инсталацията на дъгогасителя
- маслени и маломаслени
- въздушни
- елегазови SF6
- вакуумни[2]
- с газгенериращо вещество